# Doktorzy honoris causa Uniwersytetu Warmińsko-Mazurskiego
Lista osób, które otrzymały tytuł doktora honoris causa Uniwersytetu Warmińsko-Mazurskiego w Olsztynie:
1. prof. Jan Szczerbowski – 1 czerwca 2000, na wniosek Wydziału Ochrony Środowiska i Rybactwa
2. prof. Bernd Hoffmann(inne języki) – 8 września 2001, na wniosek Wydziału Medycyny Weterynaryjnej
3. prof. Michał Karasek(inne języki) – 8 września 2001, na wniosek Wydziału Medycyny Weterynaryjnej
4. prof. Stanisław Wężyk – 20 kwietnia 2002, na wniosek Wydziału Bioinżynierii Zwierząt
5. prof. Jerzy Woyke – 20 kwietnia 2002, na wniosek Wydziału Bioinżynierii Zwierząt
6. Georg Dietrich – 1 czerwca 2002, na wniosek Wydziału Ochrony Środowiska i Rybactwa
7. prof. Emil Nalborczyk – 29 czerwca 2002, na wniosek Wydziału Biologii
8. prof. Ralph Obendorf – 29 czerwca 2002, na wniosek Wydziału Biologii
9. prof. Adam Chrzanowski(inne języki) – 30 września 2002, na wniosek Wydziału Geodezji i Gospodarki Przestrzennej
10. prof. Stanisława Stokłosowa – 7 maja 2003, na wniosek Wydziału Biologii
11. prof. Andrzej Dubas – 14 października 2003, na wniosek Wydziału Kształtowania Środowiska i Rolnictwa
12. abp dr Józef Kowalczyk – 1 czerwca 2004, na wniosek Wydziału Biologii
13. prof. Teresa Kostkiewiczowa – 26 listopada 2004, na wniosek Wydziału Biologii w porozumieniu z Wydziałem Humanistycznym
14. prof. Giovanni Girone – 1 czerwca 2005, na wniosek Wydziału Geodezji i Gospodarki Przestrzennej w porozumieniu z Wydziałem Prawa i Administracji
15. dr Wolfgang Schäuble – 1 października 2006, na wniosek Wydziału Nauk Społecznych i Sztuki
16. prof. Wojciech Wrzesiński – 1 października 2007, na wniosek Wydziału Humanistycznego
17. prof. Rudolf Michałek – 31 maja 2008, na wniosek Wydziału Nauk Technicznych
18. ks. kard. dr Stanisław Dziwisz – 3 lipca 2008, na wniosek Wydziałów: Humanistycznego, Nauk Społecznych i Sztuki oraz Teologii
19. prof. Stefan Jurga – 3 lipca 2008, na wniosek Wydziału Biologii
20. prof. Hans-Gert Pöttering – 1 października 2008, na wniosek Wydziału Humanistycznego
21. Władysław Bartoszewski – 3 czerwca 2009, na wniosek Wydziału Humanistycznego
22. prof. Janusz Małłek – 17 września 2009, na wniosek Wydziału Humanistycznego
23. prof. Hubert Orłowski – 1 października 2009, na wniosek Wydziału Humanistycznego
24. Jerzy Skolimowski - 30 września 2011, na wniosek Wydziału Nauk Społecznych
25. abp dr Wojciech Ziemba, 28 października 2011, na wniosek Wydziału Teologii
26. prof. Udo Arnold(inne języki), 30 maja 2012, na wniosek Wydziału Humanistycznego
27. prof. Christian von Bar, 22 marca 2013, na wniosek Wydziału Prawa i Administracji
28. prof. Zygmunt Litwińczuk, 29 maja 2013, na wniosek Wydziału Bioinżynierii Zwierząt
29. abp Edmund Piszcz, 6 maja 2014, na wniosek Wydziału Humanistycznego
30. prof. Jerzy Buzek, 9 czerwca 2014, na wniosek Wydziału Nauk Społecznych
31. prof. Winfried Lieber, 1 października 2014, na wniosek Wydziału Nauk o Środowisku
32. prof. Jerzy Woźnicki, 3 lipca 2015, na wniosek Wydziału Geodezji, Inżynierii Przestrzennej i Budownictwa
33. Erwin Kruk, 1 czerwca 2016, na wniosek Wydziału Humanistycznego
34. prof. Oskar Gottlieb Blarr(inne języki), 14 października 2016, na wniosek Wydziału Nauk Społecznych
35. prof. Jan Kiciński, 2 czerwca 2017, na wniosek Wydziału Nauk Technicznych
36. prof. Tetsuo Kanno, 2 października 2017, na wniosek Wydziału Nauk Medycznych
37. prof. Aart de Kruif(inne języki), 4 czerwca 2018, na wniosek Wydziału Medycyny Weterynaryjnej
38. prof. Emil Walenty Pływaczewski, 15 października 2018, na wniosek Wydziału Prawa i Administracji[1]
39. prof. Bogusław Buszewski, 1 czerwca 2019, na wniosek Wydziału Nauk o Żywności[2]
40. prof. Jerzy Wilkin, 3 października 2020, na wniosek Wydziału Nauk Ekonomicznych[3]
41. prof. Maciej Zabel, 3 października 2020, na wniosek Wydziału Lekarskiego[4]